# 경계값 문제

미분 방정식과 그에 대응되는 경계값들이 제대로 성립하는 영역을 나타내는 그림

수학에서 경계값 문제(Boundary Value Problem,BVP)는 구간을 갖는 부가적인 경계값 조건들을 가지는 미분 방정식을 푸는 문제를 말한다.
일반적으로 경계값 문제의 해는 해당하는 두개 이상의 경계 조건의 정보가 주어졌을 때 이를 만족하는 미분 방정식의 풀이이다.

## 경계 조건의 종류
흔히 쓰이는 경계 조건은 다음과 같다.
- 노이만 경계 조건
- 디리클레 경계 조건
- 로빈 경계 조건
- 코시 경계 조건
- 혼합 경계 조건
- 조머펠트 복사 조건

경계 조건이 초기 조건 (시간 {\displaystyle t=0}인 경우의 함수값 및 도함수값 따위)인 경우는 초기값 문제라고 한다.

## 참고 문헌
- Gladwell, Ian. “Boundary value problem”. 《Scholarpedia》 3 (1): 2853. doi:10.4249/scholarpedia.2853.
- Weisstein, Eric Wolfgang. “Boundary Value Problem”. 《Wolfram MathWorld》 (영어). Wolfram Research.
- (인문사회학을 위한 수학 -미적분학과 응용,최정환,고려대학교출판문화원)https://kupress.com/books/9123/ 보관됨 2020-08-14 - 웨이백 머신

## 같이 보기
- 퍼텐셜 이론
- 사격법